# محمد عثمان (مغن)
محمد عثمان ولد سنة 1855 - توفي في 19 ديسمبر سنة 1900 هو ملحن ومغني مصري، ورائد من رواد الموسيقى البازرين في مصر،. .والده الشيخ عثمان حسن كان يعمل مدرسًا في جامع السلطان أبو العلاء لتحفيظ القرآن الكريم. ويعتبر أباً للموسيقى المصرية
سافر عثمان بصحبة عبده الحامولي إلى الأستانة، حيث تعرف على بعض جوانب صناعة الموسيقى في تركيا واستفاد من خبراتهم، ويقال إنه أدخل إلى مصر مقامًا جديدًا هو مقام «الشوق أفزا»
- تلميذه المطرب الكبير عبد الحي حلمي.

## وفاته
اشتد المرض على عثمان بعد رجوعه من تركيا حتى توفي 19 ديسمبر عام 1900، عن عمر 45 عامًا.

## من ألحانه
- أصل الغرام نظره.
- نور العيون شرف وبان.
- كل يوم أشكي من جروح قلبي.
- غرامك علمني النوم.
- البخت ساعدني وشفاني.
- أدك أمير الغصن.
- وقد ما أحبك.
- كأدنى الهوى.
- أتاني زمانب.
- يا طالع السعد.
- حظ الحياة.
- في مجلس الأنس البهي.
- بستان جمالك.

## من الموشحات
- ملا الكاسات وسقاني.
- أتاني زماني.
- هات يا أيها الساقي بالأقداح.
- حير الأفكار.
- إسقني الراح.
- يا غزالا زان عينه الكحل.